# Марієв Павло Лук'янович
Марієв Павло Лук'янович — Герой Білорусі, заслужений працівник промисловості Білорусі, генеральний директор  республіканського унітарного виробничого підприємства «Білоруський автомобільний завод», місто Жодіно. Двічі був депутатом Парламентських Зборів Союзу Білорусі та Росії.

## Біографія
Народився 14 червня 1938 року в селі Дулово Ярославського району Ярославської області. Закінчив Ярославський автомеханічний технікум за спеціальністю «автомобілебудування». У 1972 році закінчив Білоруський політехнічний інститут за спеціальністю «Технологія машинобудування». Трудовий шлях Павло Лук'янович почав у 1956 році на Уральському автозаводі, де потрапив на підготовку виробництва оновленої моделі «Урал-355М», яка випускалась до 80-х років. Відслужив в Радянської армії.
З 1959 року працює на Білоруському автомобільному заводі. Почав техніком-технологом, потім працював старшим технологом, начальником бюро механізації та автоматизації, головним технологом, головним інженером. З 1992 по 2007 рік був генеральним директором заводу.
Доктор технічних наук, автор та співавтор 28 наукових робіт, 2 авторських свідоцтв, 12 патентів. Депутат Мінської обласної ради депутатів, депутат Жодінскої міської ради декількох зібрань.
Нині директор науково-технічного центру кар'єрної техніки та технологій державної наукової установи «Об'єднаний інститут машинобудування Національної академії наук Білорусі».

## Нагороди
29 червня 2001 року указом № 360 нагороджений званням Героя Білорусі «за самовіддану працю та видатні зусилля у розвиток вітчизняного автомобілебудування», ставши другою людиною, яка була нагороджена цим званням. Почесний громадянин міста Жодіно (2002) і Мінської області (2008). Заслужений працівник промисловості Республіки Білорусь. Нагороджений орденами та медалями.